# サダム・アリ
サダム・アリ（Sadam Ali、1988年9月26日 - ）は、アメリカ合衆国のプロボクサー。イエメン系アメリカ人。アマチュア時代から優秀な成績を残しアメリカ代表として北京オリンピックに出場した。元WBO世界スーパーウェルター級王者。

## 来歴

### アマチュア時代
ブルックリンでイエメン移民の両親の下に生まれ、8歳でボクシングを始めた。憧れはナジーム・ハメド。
ジュニアオリンピックで19歳以下の部で優勝した。
2006年4月、ナショナルゴールデングローブにフェザー級(57kg)で出場し決勝でリコ・ラモスを破り優勝。
2007年5月、ナショナルゴールデングローブにライト級(60kg)で出場し優勝。
2007年8月、オリオンピック国内予選会にライト級(60kg)で出場し、1回戦でテレンス・クロフォードを破り優勝。
2007年、アメリカのシカゴで開催された2007年世界ボクシング選手権大会にライト級(60kg)で出場し、1回戦でホセ・ペドラザを破るも2回戦で敗退。
ドーピング検査でカチンの陽性反応が検出され3ヶ月の出場停止処分が下される。
2008年8月、中華人民共和国の北京で開催された北京オリンピックにライト級(60kg)で出場し1回戦で敗退。

### プロ時代
ディベイラ・エンターテインメントと契約を結びプロに転向。2009年1月17日、プロデビューを果たし初回1分42秒TKO勝ちを収め白星でデビューを飾った。
2013年12月7日、ヘスス・セリングと対戦し6回22秒TKO勝ち。この勝利を機にWBAで世界ランカー入りを果たす。なお2013年の初戦の前にディベイラ・エンターテインメントからゴールデンボーイ・プロモーションズに移籍した。
2014年4月19日、ワシントンD.C.のDCアーモリーでマイケル・クラークとNABO北米ウェルター級暫定王座決定戦を行い、初回2分6秒KO勝ちを収め王座獲得に成功した。
2014年8月9日、バークレイズ・センターでジェレミー・ブライアンとWBOインターコンチネンタルウェルター級王座決定戦を行い、10回2-1（2者が96-93、93-96）の判定勝ちを収め王座獲得に成功した。
2014年11月8日、アトランティックシティのボードウォーク・ホールでバーナード・ホプキンスVSセルゲイ・コバレフの前座でWBO世界ウェルター級3位のルイス・カルロス・アブレグと対戦し、9回1分54秒TKO勝ちを収め初防衛に成功した。
2015年4月25日、マディソン・スクエア・ガーデンでウラジミール・クリチコVSブライアント・ジェニングスの前座でWBAインターナショナルウェルター級王者フランシスコ・サンタナと対戦し、10回3-0（2者が97-93、100-90）の判定勝ちを収め王座獲得に成功した。試合後WBO世界ウェルター級王者ティモシー・ブラッドリーとの指名試合を発令された。
2016年3月5日、DCアーモリーでティモシー・ブラッドリーの王座返上に伴いWBO世界ウェルター級5位のジェシー・バルガスとWBO世界ウェルター級王座決定戦を行い、プロ初黒星となる9回2分9秒TKO負けを喫し王座獲得に失敗した。
2017年12月2日、マディソン・スクエア・ガーデンでWBO世界スーパーウェルター級王者のミゲール・コットと対戦し、12回3-0（115-113×2、116-112）の判定勝ちを収め王座獲得に成功した。この試合でアリは60万ドル（約6700万円）、コットは75万ドル（約8300万円）のファイトマネーを稼いだ。
2017年12月29日、リングマガジンはアリをリングマガジン カムバック・オブ・ザ・イヤーに選出し、ミゲール・コット対サダム・アリ戦をリングマガジン アップセット・オブ・ザ・イヤーに選出した。
2018年5月12日、ニューヨーク州ヴェローナのターニング・ストーン・リゾート&カジノ内ターニング・ストーン・イベント・センターにて、当初は元WBO世界スーパーウェルター級王者でWBO世界スーパーウェルター級1位のリアム・スミスと対戦するはずだったが、スミスがアレルギー性皮膚炎の為欠場になった事を受けて、WBO世界スーパーウェルター級4位のハイメ・ムンギアに相手を変更して行われ、4回1分2秒TKO負けを喫し初防衛に失敗、王座から陥落した。

## 獲得タイトル
- NABO北米ウェルター級暫定王座
- WBOインターコンチネンタルウェルター級王座
- WBAインターナショナルウェルター級王座
- WBO世界スーパーウェルター級王座（防衛0）

## 表彰
- リングマガジン カムバック・オブ・ザ・イヤー（2018年受賞）
- リングマガジン アップセット・オブ・ザ・イヤー（2018、ミゲール・コット戦）